# Lipniaki
Lipniaki – wieś w Polsce położona w województwie lubelskim, w powiecie radzyńskim, w gminie Kąkolewnica.
Wieś królewska w starostwie kąkolewnickim w ziemi łukowskiej województwa lubelskiego w 1786 roku. 
W latach 1975–1998 miejscowość administracyjnie należała do województwa bialskopodlaskiego.
Wieś stanowi sołectwo gminy Kąkolewnica. Według Narodowego Spisu Powszechnego z roku 2011 wieś liczyła 228 mieszkańców.